# Paranápolis
Paranápolis é um povoado (aglomerado rural) do município brasileiro de Andradina, no interior do estado de São Paulo.

## História

### Origem
O povoado se desenvolveu ao redor da estação ferroviária Paranápolis, inaugurada pela Estrada de Ferro Noroeste do Brasil em 10/08/1937.

## Geografia

### Demografia

#### População urbana
| Crescimento população urbana | Crescimento população urbana | Crescimento população urbana | Crescimento população urbana |
| Censo                        | Pop.                         |                              | %±                           |
| ---------------------------- | ---------------------------- | ---------------------------- | ---------------------------- |
| 1991                         | 334                          |                              | —                            |
| 2000                         | 277                          |                              | −17,1%                       |
| 2010                         | 236                          |                              | −14,8%                       |
| Fonte: IBGE e Fundação SEADE |                              |                              |                              |

Até o Censo 2010 (IBGE) Paranápolis era classificado pelo IBGE como aglomerado rural.

### Rodovias
O principal acesso do povoado é a Rodovia Marechal Rondon (SP-300).

### Ferrovias
Linha Tronco (Estrada de Ferro Noroeste do Brasil), sendo a ferrovia operada atualmente pela Rumo Malha Oeste.

## Serviços públicos

### Saneamento
O serviço de abastecimento de água é feito pela Águas de Andradina (AA).

### Energia
A responsável pelo abastecimento de energia elétrica é a Neoenergia Elektro, antiga CESP.

## Religião
O Cristianismo se faz presente no povoado da seguinte forma:

### Igreja Católica
- A igreja faz parte da Diocese de Araçatuba[11].